# Linea di successione della Casa degli Stuart
La linea di successione giacobita al trono inglese nacque a seguito della deposizione del cattolico Giacomo II d'Inghilterra, avvenuta nel 1688.
Giacomo II si era pubblicamente dichiarato cattolico, e fu sospettato di coltivare pretese di governo simili a quelle di suo cugino Luigi XIV di Francia. Sotto la paura di un ritorno al cattolicesimo, il parlamento di Londra sostituì Giacomo II con sua figlia, la protestante Maria, unitamente al marito Guglielmo d'Orange. Guglielmo accettò e sbarcò in Inghilterra nel novembre 1688. Giacomo II riparò in Francia presso il cugino Luigi XIV.
Da quel momento gli Stuart si stabilirono nell'Europa continentale e, periodicamente, cercarono di riguadagnare il trono con l'aiuto di nazioni cattoliche quali Francia o Spagna. Nelle isole britanniche le sedi principali dei sostenitori degli Stuart furono Irlanda e Scozia, anche se ci furono alcuni supporti in Galles e in Inghilterra, soprattutto nelle regioni settentrionali. Giacomo II e i suoi successori vennero chiamati The Kings over the Water ("I re oltre il mare"). Dopo la morte dell'ultimo Stuart, Enrico Benedetto, il titolo di pretendente passò a Casa Savoia, quindi alla Casa d'Austria-Este e infine alla Casa di Wittelsbach, ma i titolari non hanno mai avanzato, né avanzano oggi, pretese sui troni di Scozia e d'Inghilterra.

## Successione

### Stuart
| Immagine | Nome                                                                                    | Note | Stemma                |
| -------- | --------------------------------------------------------------------------------------- | --- | --------------------- |
|          | Giacomo II d'Inghilterra e VII di Scozia (1688-1701)                                    | Spodestato dopo la "gloriosa rivoluzione", visse esule in Francia presso il cugino Luigi XIV che continuò a riconoscerlo come il legittimo sovrano di Inghilterra e Scozia. | Stemma di Casa Stuart |
|          | Giacomo Francesco Edoardo Stuart Giacomo III d'Inghilterra e VIII di Scozia (1701-1766) | Figlio del precedente, visse a Parigi e a Roma. Riconosciuto da Francia, Spagna, dallo Stato Pontificio, dal Ducato di Modena e Reggio e dalla Repubblica di Venezia come legittimo sovrano di Inghilterra e Scozia. Tentò di riprendere il trono. Noto come il Vecchio Pretendente. | Stemma di Casa Stuart |
|          | Carlo Edoardo Stuart Carlo III d'Inghilterra e Scozia (1766-1788)                       | Figlio del precedente, provò con un tentativo armato a tornare sul trono inglese. Noto come Bonnie Prince Charlie o il Giovane Pretendente. Alla morte del padre, sia la Francia che lo Stato Pontificio riconobbero ufficialmente Giorgio III di Hannover come legittimo sovrano di Gran Bretagna togliendo di fatto il loro appoggio alla causa giacobita. Non ebbe figli legittimi ma solo una figlia illegittima, Carlotta, poi legittimata con il titolo di duchessa d'Albany, i cui discendenti vivono tuttora. A causa della loro origine illegittima non possono avanzare pretese al trono. | Stemma di Casa Stuart |
|          | Enrico Benedetto Stuart Enrico IX d'Inghilterra e I di Scozia (1788-1807)               | Fratello del precedente, fu cardinale della Chiesa cattolica. Papa Benedetto XIV, per festeggiarlo mentre si recava a ricevere il cappello cardinalizio, stabilì che fossero sparate salve di cannone da Castel Sant'Angelo, "trattandosi di un figlio di re". | Stemma di Casa Stuart |

### Savoia
| Immagine | Nome                                                                        | Note | Stemma                |
| -------- | --------------------------------------------------------------------------- | --- | --------------------- |
|          | Carlo Emanuele IV di Savoia Carlo IV d'Inghilterra e Scozia (1807-1819)     | Fu re di Sardegna. Enrico Benedetto Stuart, nel suo testamento, stabilì che i diritti ai troni di Inghilterra e di Scozia passassero a Carlo Emanuele IV di Savoia, in quanto suo parente più prossimo, e ai suoi discendenti. | Stemma di Casa Savoia |
|          | Vittorio Emanuele I di Savoia Vittorio d'Inghilterra e Scozia (1819-1824)   | Fratello del precedente, fu re di Sardegna. | Stemma di Casa Savoia |
|          | Maria Beatrice di Savoia Maria III d'Inghilterra e II di Scozia (1824-1840) | Figlia del precedente, fu duchessa di Modena e Reggio. | Stemma di Casa Savoia |

### Austria-Este
| Immagine | Nome                                                                                      | Note                                                            | Stemma                      |
| -------- | ----------------------------------------------------------------------------------------- | --------------------------------------------------------------- | --------------------------- |
|          | Francesco V d'Austria-Este Francesco I d'Inghilterra e Scozia (1840-1875)                 | Figlio di Maria Beatrice di Savoia, fu duca di Modena e Reggio. | Stemma di Casa Austria-Este |
|          | Maria Teresa Enrichetta d'Austria-Este Maria IV d'Inghilterra e III di Scozia (1875-1919) | Nipote del precedente, fu regina consorte di Baviera.           | Stemma di Casa Austria-Este |

### Wittelsbach
| Immagine | Nome                                                                                  | Note                                                                      | Stemma                        |
| -------- | ------------------------------------------------------------------------------------- | ------------------------------------------------------------------------- | ----------------------------- |
|          | Rupprecht di Baviera Roberto I d'Inghilterra e IV di Scozia (1919-1955)               | Figlio di Maria Teresa d'Austria-Este, fu principe ereditario di Baviera. | Stemma di Casa di Wittelsbach |
|          | Alberto Leopoldo di Baviera Alberto d'Inghilterra e Scozia (1955-1996)                | Figlio del precedente, fu principe di Baviera.                            | Stemma di Casa di Wittelsbach |
|          | Francesco Bonaventura di Baviera Francesco II d'Inghilterra e Scozia (1996-in carica) | Figlio del precedente, è principe di Baviera.                             | Stemma di Casa di Wittelsbach |

### Linea di successione
1. Sua altezza reale il principe Max in Baviera, fratello minore del principe Francesco.
2. Sua altezza reale la principessa Sofia di Baviera, figlia maggiore del principe Max.
3. Sua altezza serenissima il principe Giuseppe Venceslao del Liechtenstein, figlio maggiore della principessa Sofia.
4. Sua altezza serenissima il principe Georg del Liechtenstein, secondo figlio della principessa Sofia.
5. Sua altezza serenissima il principe Nikolaus del Liechtenstein, terzo figlio della principessa Sofia.
6. Sua altezza serenissima la principessa Maria Carolina del Liechtenstein, prima figlia della principessa Sofia.

## Successione alternativa
Maria Beatrice di Savoia sposò suo zio dopo aver ottenuto la dispensa papale. Questo matrimonio venne contratto validamente nel Regno di Sardegna, e, pertanto, venne riconosciuto come valido anche in Inghilterra ed in Scozia. Tuttavia sarebbe stato illegale, per loro, sposarsi nel Regno Unito, e quindi per alcuni la pretesa giacobita è passata da Maria Beatrice a sua sorella Maria Teresa.

### Savoia
| Immagine | Nome                                                                      | Note | Stemma                |
| -------- | ------------------------------------------------------------------------- | --- | --------------------- |
|          | Maria Teresa di Savoia Maria III d'Inghilterra e II di Scozia (1824-1879) | Figlia di Vittorio Emanuele I di Savoia e perciò sorella di Maria Beatrice. Fu duchessa di Parma e Piacenza. | Stemma di Casa Savoia |

### Borbone-Parma
| Immagine | Nome                                                                                | Note | Stemma                   |
| -------- | ----------------------------------------------------------------------------------- | --- | ------------------------ |
|          | Roberto I di Parma Roberto I d'Inghilterra e IV di Scozia (1879-1907)               | Nipote di Maria Teresa di Savoia, fu duca di Parma e Piacenza.                                              | Stemma dei Borbone-Parma |
|          | Enrico di Borbone-Parma Enrico X d'Inghilterra e II di Scozia (1907-1939)           | Figlio del precedente, fu pretendente al trono di Parma e Piacenza.                                         | Stemma dei Borbone-Parma |
|          | Giuseppe di Borbone-Parma Giuseppe d'Inghilterra e Scozia (1939-1950)               | Fratello del precedente, fu pretendente al trono di Parma e Piacenza.                                       | Stemma dei Borbone-Parma |
|          | Elia di Borbone-Parma Elia d'Inghilterra e Scozia (1950-1959)                       | Fratello del precedente, fu pretendente al trono di Parma e Piacenza.                                       | Stemma dei Borbone-Parma |
|          | Roberto Ugo di Borbone-Parma Roberto II d'Inghilterra e V di Scozia (1959-1974)     | Figlio del precedente, fu pretendente al trono di Parma e Piacenza.                                         | Stemma dei Borbone-Parma |
|          | Elisabetta di Borbone-Parma Elisabetta d'Inghilterra e Scozia (1974-1983)           | Sorella del precedente.                                                                                     | Stemma dei Borbone-Parma |
|          | Maria Francesca di Borbone-Parma Maria IV d'Inghilterra e III di Scozia (1983-1994) | Sorella della precedente.                                                                                   | Stemma dei Borbone-Parma |
|          | Alice di Borbone-Parma Alice d'Inghilterra e Scozia (1994-2017)                     | Sorella della precedente, duchessa di Calabria dopo il matrimonio con Alfonso Maria di Borbone-Due Sicilie. | Stemma dei Borbone-Parma |

### Borbone-Due Sicilie
| Immagine | Nome                                                                         | Note                                                                                                   | Stemma                         |
| -------- | ---------------------------------------------------------------------------- | --- | ------------------------------ |
|          | Pietro di Borbone-Due Sicilie Pietro d'Inghilterra e Scozia (2017-in carica) | Nipote di Alice di Borbone-Parma, Duca di Calabria e pretendente al trono del Regno delle Due Sicilie. | Stemma dei Borbone-Due Sicilie |